# Kinbergonuphis
Kinbergonuphis är ett släkte av ringmaskar. Kinbergonuphis ingår i familjen Onuphidae.

## Dottertaxa tillKinbergonuphis, i alfabetisk ordning[1]
- Kinbergonuphis abyssalis
- Kinbergonuphis antarctica
- Kinbergonuphis arctica
- Kinbergonuphis atlantisa
- Kinbergonuphis bathyalis
- Kinbergonuphis cedroensis
- Kinbergonuphis difficilis
- Kinbergonuphis dorsalis
- Kinbergonuphis enoshimaensis
- Kinbergonuphis fauchaldi
- Kinbergonuphis fragilis
- Kinbergonuphis geminata
- Kinbergonuphis gorgonensis
- Kinbergonuphis heterouncinata
- Kinbergonuphis investigatoris
- Kinbergonuphis jenneri
- Kinbergonuphis kristiani
- Kinbergonuphis lineata
- Kinbergonuphis microcephala
- Kinbergonuphis mixta
- Kinbergonuphis multidentata
- Kinbergonuphis nannognathus
- Kinbergonuphis nonatoi
- Kinbergonuphis notialis
- Kinbergonuphis oligobranchiata
- Kinbergonuphis orensanzi
- Kinbergonuphis paradiopatra
- Kinbergonuphis pigmentata
- Kinbergonuphis proalopus
- Kinbergonuphis pseudodibranchiata
- Kinbergonuphis pulchra
- Kinbergonuphis pygidialis
- Kinbergonuphis rubrescens
- Kinbergonuphis simoni
- Kinbergonuphis taeniata
- Kinbergonuphis tenuis
- Kinbergonuphis tenuisetis
- Kinbergonuphis vermillionensis
- Kinbergonuphis vexillaria
- Kinbergonuphis virgata